# Nicolás D'Amorim
Nicolás D'Amorim (Argentina, 22 de octubre de 2000) es un jugador profesional argentino de rugby que se desempeña en la posición de ala cerrado en Pampas, equipo perteneciente a la liga Super Rugby Américas.

## Carrera
D'Amorim comenzó su carrera deportiva con el equipo Hindú Club. En 2023 se unió a Pampas, donde lleva jugando dos temporadas. También es parte de la segunda selección argentina de rugby, Argentina XV.